# 阪堺線

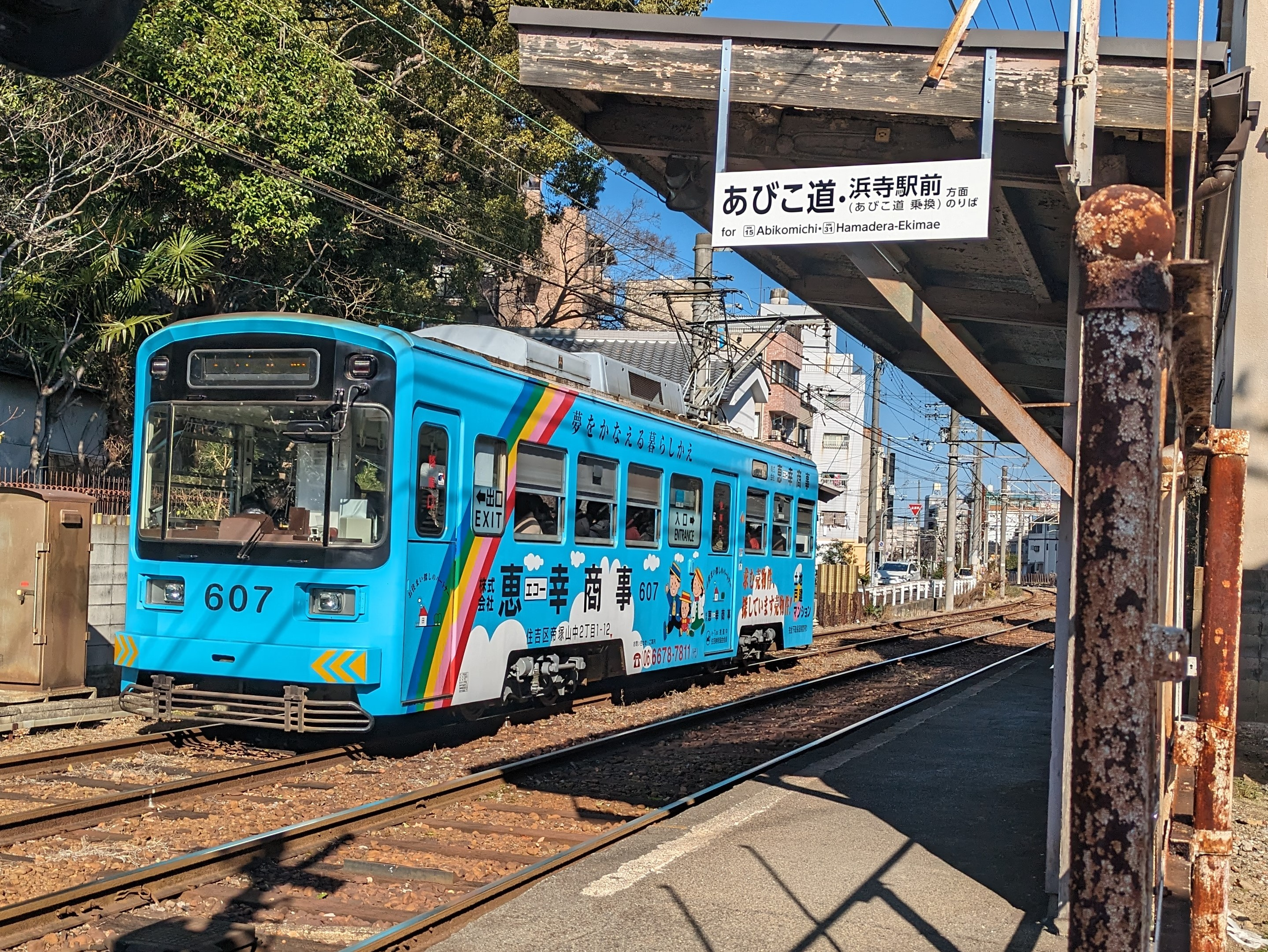
自天神之森停留場發車的阪堺電氣軌道601型電車 (2024年1月)

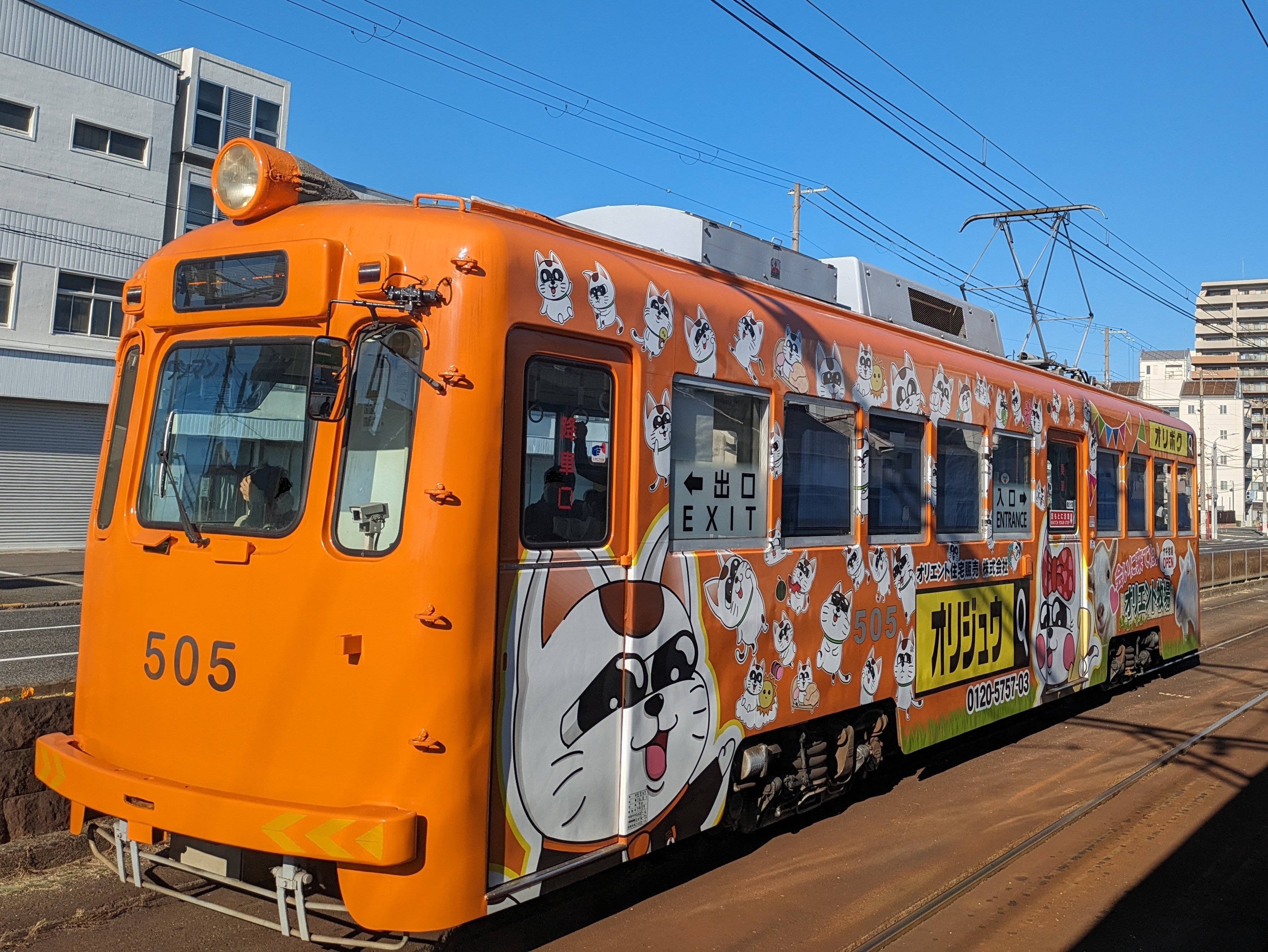
自神明町停留場發車的阪堺電氣軌道501型電車 (2024年1月)

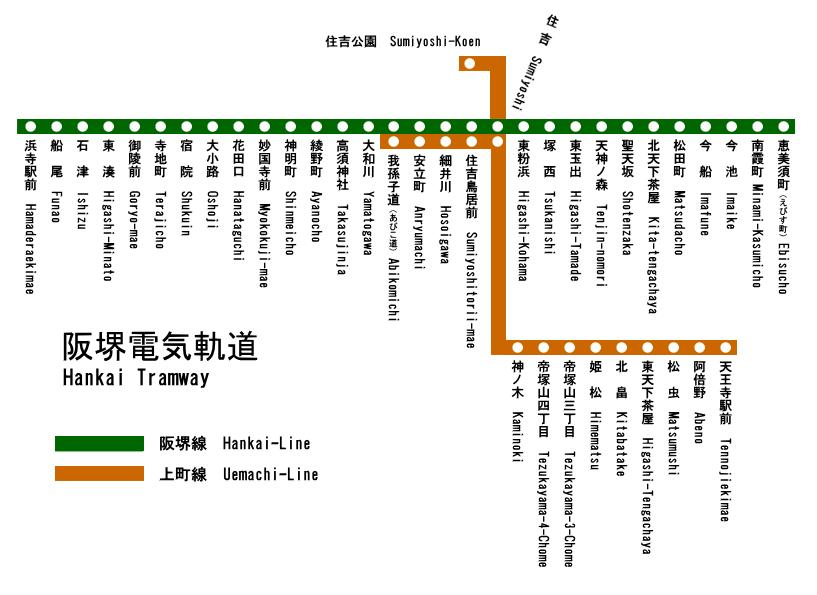
阪堺電氣軌道

阪堺線（日语：／ Hankai sen */?）是大阪府大阪市浪速區的惠美須町停留場與大阪府堺市西區的濱寺站前停留場連結的阪堺電氣軌道路線。

## 路線資料
- 管轄：我孫子道運輸區
- 路線距離（營業距離）：14.1公里
- 軌距：1435毫米
- 停留場數：31個（包括起終點）
- 複線路段：全線
- 電氣化路段：全線電氣化（直流600V）
- 最高速度：混合路权轨道40公里/小時，新設軌道（日语：軌道 (鉄道)）40公里/小時（御陵前以南50公里/小時）
- 車輛基地：大和川檢車區（日语：大和川検車区）（我孫子道車庫）

## 運行形態
近年大幅減班次，惠美須町～濱寺站前間的系統於午間12分一班的間隔運行，住吉～我孫子道間上町線的一部系統與天王寺站前站乘入。
正月頭三日特別運行圖，惠美須町～我孫子道間中心路線會大幅增加班次。
| 系統                 | 區間                                 | 備考                                                               |
| -------------------- | ------------------------------------ | ------------------------------------------------------------------ |
| 惠美須町～濱寺站前間 | 惠美須町～住吉～我孫子道～濱寺站前間 |                                                                    |
| 惠美須町～我孫子道間 | 惠美須町～住吉～我孫子道間           | 早朝與深夜運行                                                     |
| 我孫子道～濱寺站前間 | 我孫子道～濱寺站前間                 | 早朝與深夜運行                                                     |
| 住吉～我孫子道間     | 住吉～我孫子道間                     | 繁忙時開運行。送人往上町線運用。                                   |
| 住吉～東湊間         | 住吉～我孫子道～東湊間               | 臨時系統。 年末年始、堺祭典、住吉大社祭禮時運行。 近年合理化運行。 |
| 住吉～濱寺站前間     | 住吉～我孫子道～濱寺站前間間         | 臨時系統。 年末年始、堺祭典、住吉大社祭禮時運行。 近年合理化運行。 |

## 歷史
- 1909年（明治42年）12月28日：軌道條例特許。
- 1911年（明治44年）12月1日：阪堺電氣軌道惠美須町～市之町（現在大小路）間開業。
- 1912年（明治45年）3月5日：市之町～少林寺橋（現在御陵前）間開業。
- 1912年（明治45年）4月1日：少林寺橋～濱寺站前間開業。
- 1915年（大正4年）6月21日：阪堺電氣軌道合并到了南海鐵道。
- 1944年（昭和19年）6月1日：關西急行鐵道與南海鐵道合併，成立了近畿日本鐵道。同社天王寺營業局所屬。
- 1947年（昭和22年）6月1日：舊南海鐵道之路線南海電氣鐵道分離讓渡。同社大阪軌道線的其一路線。
- 1980年（昭和55年）12月1日：上町線讓渡阪堺電氣軌道。
- 1990年（平成2年）10月4日：釜崎發生暴動，南霞町站舍放火，阪堺線5日運休。南霞町站向後北移設假設站營業開始。

## 停留場列表
所有停留場都位於大阪府。
| 停留場編號 | 中文停留場名 | 日文停留場名 | 英文停留場名 | 停留場間距離 | 營業距離 | 接續路線、備註 | 鋪設類別 | 道路名 | 所在地 | 所在地   |
| ---------- | ------------ | ------------ | ------------ | ------------ | -------- | --- | -------- | ------ | ------ | -------- |
| HN51       | 惠美須町     |              |              | -            | 0.0      | 大阪市高速電氣軌道： 堺筋線 | 新設軌道 |        | 大阪市 | 浪速區   |
| HN52       | 新今宮站前   |              |              | 0.6          | 0.6      | 西日本旅客鐵道： 大阪環狀線、關西本線（ 大和路線）（新今宮） 南海電氣鐵道： 南海本線、 高野線（新今宮） 大阪市高速電氣軌道： 御堂筋線、 堺筋線（動物園前） | 新設軌道 | 西成區 | 大阪市 |          |
| HN53       | 今池         |              |              | 0.4          | 1.0      | 南海電氣鐵道： 高野線（萩之茶屋） | 新設軌道 | 西成區 | 大阪市 |          |
| HN54       | 今船         |              |              | 0.3          | 1.3      | 大阪市高速電氣軌道： 四橋線（花園町） | 新設軌道 | 西成區 | 大阪市 |          |
| HN55       | 松田町       |              |              | 0.4          | 1.7      | | 新設軌道 | 西成區 | 大阪市 |          |
| HN56       | 北天下茶屋   |              |              | 0.3          | 2.0      | 南海電氣鐵道： 南海本線（天下茶屋） 大阪市高速電氣軌道： 堺筋線（天下茶屋）                                                                                | 新設軌道 | 西成區 | 大阪市 |          |
| HN57       | 聖天坂       |              |              | 0.4          | 2.4      | | 新設軌道 | 西成區 | 大阪市 |          |
| HN58       | 天神之森     |              |              | 0.4          | 2.8      | 南海電氣鐵道： 南海本線、 高野線（岸里玉出） | 新設軌道 | 西成區 | 大阪市 |          |
| HN59       | 東玉出       |              |              | 0.4          | 3.2      | 南海電氣鐵道： 南海本線、 高野線（岸里玉出） | 併用軌道 | 西成區 | 大阪市 | 紀州街道 |
| HN60       | 塚西         |              |              | 0.4          | 3.6      | | 併用軌道 | 西成區 | 大阪市 | 紀州街道 |
| HN61       | 東粉濱       |              |              | 0.6          | 4.2      | 南海電氣鐵道： 南海本線（粉濱） | 併用軌道 | 住吉區 | 大阪市 | 紀州街道 |
| HN10       | 住吉         |              |              | 0.4          | 4.6      | 【轉乘指定停留場】 阪堺電氣軌道： 上町線 | 併用軌道 | 住吉區 | 大阪市 | 紀州街道 |
| HN12       | 住吉鳥居前   |              |              | 0.2          | 4.8      | 南海電氣鐵道： 南海本線（住吉大社） | 併用軌道 | 住吉區 | 大阪市 | 紀州街道 |
| HN13       | 細井川       |              |              | 0.3          | 5.1      | | 新設軌道 | 住吉區 | 大阪市 |          |
| HN14       | 安立町       |              |              | 0.5          | 5.6      | 南海電氣鐵道： 南海本線（住之江） | 新設軌道 | 住吉區 | 大阪市 |          |
| HN15       | 我孫子道     |              |              | 0.6          | 6.2      | 【轉乘指定停留場】 【大阪市內、堺市內路段邊界停留場】 | 新設軌道 | 住吉區 | 大阪市 |          |
| HN16       | 大和川       |              |              | 0.6          | 6.8      | | 新設軌道 | 堺市   | 堺區   |          |
| HN17       | 高須神社     |              |              | 0.5          | 7.3      | | 新設軌道 | 堺市   | 堺區   |          |
| HN18       | 綾之町       |              |              | 0.4          | 7.7      | 惠美須町方向月台位於大道筋併用軌道上 | 新設軌道 | 堺市   | 堺區   |          |
| HN19       | 神明町       |              |              | 0.4          | 8.1      | | 併用軌道 | 堺市   | 堺區   | 大道筋   |
| HN20       | 妙國寺前     |              |              | 0.3          | 8.4      | | 併用軌道 | 堺市   | 堺區   | 大道筋   |
| HN21       | 花田口       |              |              | 0.3          | 8.7      | | 併用軌道 | 堺市   | 堺區   | 大道筋   |
| HN22       | 大小路       |              |              | 0.3          | 9.0      | | 併用軌道 | 堺市   | 堺區   | 大道筋   |
| HN23       | 宿院         |              |              | 0.4          | 9.4      | | 併用軌道 | 堺市   | 堺區   | 大道筋   |
| HN24       | 寺地町       |              |              | 0.4          | 9.8      | | 併用軌道 | 堺市   | 堺區   | 大道筋   |
| HN25       | 御陵前       |              |              | 0.4          | 10.2     | | 併用軌道 | 堺市   | 堺區   | 大道筋   |
| HN26       | 東湊         |              |              | 0.7          | 10.9     | | 新設軌道 | 堺市   | 堺區   |          |
| HN27       | 石津北       |              |              | 0.7          | 11.6     | | 新設軌道 | 堺市   | 西區   |          |
| HN28       | 石津         |              |              | 0.6          | 12.2     | | 新設軌道 | 堺市   | 西區   |          |
| HN29       | 船尾         |              |              | 0.7          | 12.9     | 南海電氣鐵道： 南海本線（諏訪之森） | 新設軌道 | 堺市   | 西區   |          |
| HN31       | 濱寺站前     |              |              | 1.2          | 14.1     | 南海電氣鐵道： 南海本線（濱寺公園） | 新設軌道 | 堺市   | 西區   |          |

## 併用軌道線路配置
綾之町～御陵前間的併用軌道，戰後，堺市的交通政策以建設「Green Belt式（グリーンベルト式）」的自動車進入禁止的專用軌道鄰近的併用軌道，本區間運行時，鐵道信號與一般交通的交通信號大致相同。
```
｜　　　｜　　　||　||　　　||　||　　　｜　　　｜
｜　　　｜　　　||植||　　　||植||　　　｜　　　｜
｜　行　｜　車　||物||　軌　||物||　車　｜　行　｜
｜　人　｜　道　||種||　道　||種||　道　｜　人　｜
｜　道　｜　　　||植||　　　||植||　　　｜　道　｜
｜　　　｜　　　||區||　　　||區||　　　｜　　　｜
｜　　　｜　　　||　||　　　||　||　　　｜　　　｜

```

圖為堺市內的「Green Belt式」併用軌道

## 曾經存在之車站
- 宮之下站 （天神之森～東玉出間與南海高野線立体交差部分）
- 海道煙站 （船尾～濱寺站前間與南海本線立体交差部分）

## 過去連接路線
事業者名廢止時間
- 惠美須町：大阪市電 - 1943年9月30日廢止
- 南霞町：大阪市電（霞町） - 1966年3月31日廢止
- 今池：
  - 南海電氣鐵道平野線 - 1980年11月27日廢止
  - 南海電氣鐵道天王寺支線（今池町） - 1984年11月17日廢止
- 宿院：南海電氣鐵道大濱支線 - 1945年運休、1980年11月28日廢止